# Tuarangia
Ordre
Famille
Genre
Tuarangia est un genre fossile de petits mollusques bivalves, ayant vécu durant une partie du Cambrien moyen et du Cambrien inférieur, il y a environ 505 Ma (millions d'années). Il est connu au Danemark et en Nouvelle-Zélande.
Il s'agit du seul genre de la famille éteinte des Tuarangiidae et de l'ordre également éteint des Tuarangiida.

## Classification
L'ordre des Tuarangiida, le genre Tuarangia ainsi que l'espèce Tuarangia paparuaa ont été décrits en 1982 par le malacologiste néo-zélandais David I. MacKinnon (d). Ceux-ci sont classés dans la classe fossile des Rostroconchia,,.

## Liste des espèces
Selon Paleobiology Database en 2023 :
- † Tuarangia gravgaerdensis Berg-Madsen, 1986
- † Tuarangia paparua MacKinnon, 1982 - espèce type[2].

### Publication originale
- (en) David I. MacKinnon, « Tuarangia paparua n. gen. and n. sp., a Late Middle Cambrian Pelecypod from New Zealand », Journal of Paleontology, États-Unis, vol. 56, no 3,‎ mai 1982, p. 589-598 (ISSN 0022-3360, lire en ligne, consulté le 19 décembre 2021).